# 王平 (中将)
王平（おう へい、1955年4月1日 - ）は、中国人民解放軍の将軍である。現在、中国人民解放軍の東部戦区副政委、東部戦区政治工作部主任。階級は中将。

## 生涯
陝西省清澗人。1969年12月に入隊した。歴代第16集団軍の政治部主任、副政治委員、第1集団軍政治委員、南京軍区の副政治委員。